# Sundsøre kommun
Sundsøre kommun var en kommun i Viborg amt i Danmark. Sedan 2007 ingår den i Skive kommun.